# 프랑스의 작가 목록
| 불문학 La Littérature française |
| 불문학 프랑스 문학 프랑스어 |
| 프랑스 문학사 |
| 중세 프랑스 문학 프랑스 르네상스 문학 • 17세기 프랑스 문학 18세기 프랑스 문학 • 19세기 프랑스 문학 20세기 프랑스 문학 • 동시대 프랑스 문학 |
| 문예사조 |
| 자연주의 • 상징주의 초현실주의 • 실존주의 누보 로망 부조리극                                                                               |
| 주요 작가들 |
| 몰리에르 • 장 라신 • 오노레 드 발자크 스탕달 • 귀스타브 플로베르 에밀 졸라 • 마르셀 프루스트 사무엘 베케트 • 알베르 카뮈                   |
| 포털 |
| 포털:프랑스 • 포털:문학 • 포털:불문학 |

- 에드몽 드 공쿠르 (Edmon de Goncourt)
- 쥘 드 공쿠르 (Jules de Goncourt)
- 알퐁스 도데 (Alphonse Daudet)
- 알렉상드르 뒤마 (Alexandre Dumas)
- 알렉상드르 뒤마 아들 (Alexandre Dumas fils)
- 드니 디데로 (Denis Diderot)
- 장 라신 (Jean Racine)
- 장 드 라퐁텐 (Jean de La Fontaine)
- 피에르 드 롱사르 (Pierre de Ronsard)
- 피에르 드 마리보 (Marivaux)
- 프로스페르 메리메 (Prosper Mérimée)
- 몰리에르 (Molière)
- 장 아르튀르 랭보 (Jean Arthur Rimbaud)
- 로맹 롤랑 (Romain Rolland)
- 장 자크 루소 (Jean-Jacques Rousseau)
- 클레망 마로 (Clement Marot)
- 스테판 말라르메 (Stephane Mallarme)
- 파트리크 모디아노 (Patrick Modiano)
- 기 드 모파상 (Guy de Maupassant)
- 오노레 드 발자크 (Honoré de Balzac)
- 샤를르 보들레르 (Charles Baudelaire)
- 시몬 드 보부아르 (Simone de Beauvoir)
- 볼테르 (Voltaire)
- 앙드레 브르통 (André Breton)
- 프랑수아 사강 (Françoise Sagan)
- 앙투안 드 생텍쥐페리 (Antoine de Saint-Exupery)
- 장폴 사르트르 (Jean-Paul Sartre)
- 알랭 샤르티에 (Alain Chartier)
- 프랑수와 샤토브리앙 (François-René de Chateaubriand)
- 루이페르디낭 셀린 (Louis-Ferdinand Celine)
- 안 루이즈 제르맨 드 스탈 (Germaine de Stael)
- 스탕달 (Stendhal)
- 루이 아라공 (Louis Aragon)
- 기욤 아폴리네르 (Guillaume Apollinaire)
- 미셸 우엘베크 (Michel Houellebecq)
- 마르그리트 유르스나르 (Marguerite Yourcenar)
- 빅토르 위고 (Victor Hugo)
- 에밀 졸라 (Émile Zola)
- 앙드레 지드 (André Gide)
- 장마리 귀스타브 르 클레지오 (J.M.G. Le Clézio)
- 마리 마들렌 드 라파예트 (Madame de La Fayette)
- 조르주 페렉 (Georges Perec)
- 아나톨 프랑스 (Anatole France)
- 아베 프레보 (Abbé Prévost)
- 귀스타브 플로베르 (Gustave Flauber)
- 마르셀 프루스트 (Marcel Proust)
- 알베르 카뮈 (Albert Camus)
- 뱅자맹 콩스탕 (Benjamin Constant)
- 쥘 베른 (Jules Verne)

## 같이 보기
- 프랑스 문학
- 불문학